# Хенераль-Ла-Мадрид (округ)
Округ Хенераль-Ла-Мадрид (ісп. General La Madrid) — адміністративно-територіальна одиниця 2-ого рівня у провінції Буенос-Айрес в центральній Аргентині. Адміністративний центр округу — Хенераль-Ла-Мадрид (ісп. General La Madrid).
Населення округу становить 10783 особи (2010). Площа — 4811 кв. км.

## Історія
Округ заснований у 1890 році.

## Населення
У 2010 році населення становило 10783 особи. З них чоловіків — 5328, жінок — 5455.

## Політика
Округ належить до 6-ого виборчого сектору провінції Буенос-Айрес.